# Hatumasi
Hatumasi ist eine osttimoresische Aldeia im Suco Leotala (Verwaltungsamt Liquiçá, Gemeinde Liquiçá). 2015 lebten in der Aldeia 914 Menschen.

## Geographie und Einrichtungen
Hatumasi liegt im Nordosten des Sucos Leotala. Westlich liegt die Aldeia Tolema und südwestlich die Aldeia Caimegoluli. Im Norden grenzt Hatumasi an den Suco Hatuquessi, im Nordosten an den Suco Dato und im Osten und Südosten an den Suco Açumanu. Die Südostgrenze bildet der Curiho (Caicabaisala), ein Nebenfluss des Lóis. Der Foho Fazenda (1061 m), der bereits in Dato liegt, bildet die Wasserscheide zwischen dem System des Lóis und dem Laklo im Norden.
Das Ortszentrum des Dorfes Hatumasi liegt im Süden der Aldeia Hatumasi. Die Grundschule Fazenda befindet sich im Norden im Ort Fazenda (Fazenda Algarve). Zwischen den beiden Siedlungen befindet sich der Weiler Vazetida Algar.
In den Bergen bei der Fazenda Algarve werden Niederschläge von 2143 bis 2496 mm pro Jahr erreicht. Dies sind die regenreichsten Gebiete der Gemeinde Liquiçá.

## Geschichte
Manuel Viegas Carrascalão erhielt als Belohnung für seinen Widerstand gegen die japanische Besatzung im Zweiten Weltkrieg, von der portugiesischen Regierung die Fazenda Algarve. Auf der Plantage baute er als Großgrundbesitzer Kaffee, Kautschuk und Tee an. Die Fazenda Algarve gehört noch immer der Familie Carrascalão und ist mit ihren 290 Hektar die einzige Plantage, die in Osttimor noch im Besitz derselben Familie ist, wie zur Kolonialzeit. Überall sonst haben Kleinbauern die Grundstücke übernommen.

## Politik
2023 wurde Jacinto da C. Alvares zum Chefe de Aldeia gewählt.